# Lord, have mercy upon us
Lord, have mercy upon us WoO. 12, MWV B 27, ist der Beginn einer Motette für vierstimmigen Chor a cappella, die Felix Mendelssohn Bartholdy 1833 für den Gebrauch im anglikanischen Gottesdienst komponierte. Sie ist englisch auch bekannt als Responses to the Commandments (Antworten zu den Zehn Geboten), und deutsch als Zum Abendsegen. Die Motette wurde 1842 auf Englisch, und postum mit dem Text Herr, sei gnädig auch auf Deutsch veröffentlicht.

## Geschichte
Mendelssohn komponierte die Motette 1833 für Thomas Attwood zum Gebrauch in Gottesdiensten der Church of England. Das Autograph ist mit „24. März 1833“ datiert. Diese ursprüngliche Fassung ist überschrieben Kyrie Eleeson (sic!), und dem Chorsatz ist eine Orgelbegleitung beigegeben. Der Text beruht auf liturgischen Antworten aus dem Book of Common Prayer auf die Zehn Gebote. 1841 übersandte Mendelssohn dem Herausgeber Rudolf Hirsch eine Reinschrift der Partitur, in der er auf den Orgelpart verzichtete. Das Werk wurde 1842 von Boesenberg in Leipzig gedruckt, in einem Album für Gesang unter dem liturgisch irreführenden Titel To the Evening Service (Zum Abendsegen). Die Motette wurde anschließend um 1844 von J. J. Ewer in London veröffentlicht unter dem ebenfalls nicht von Mendelssohn stammenden, aber sachlich treffenderen Titel Responses to the Commandments.
Mit unterlegtem deutschen Text erschien das Werk erstmals postum um 1854 in einer Bearbeitung für Sologesang und Klavier unter dem Titel Der Abendsegen, die im Verlag Schuberth (Hamburg) herausgegeben wurde; der Text lautete abweichend von der heute üblichen Fassung „Gott, sei gnädig über uns“. Die heute in deutschsprachigen Notenausgaben verbreitete Textfassung „Herr, sei gnädig unserm Flehn“ erschien erstmals 1875 im Rahmen der alten Mendelssohn-Gesamtausgabe bei Breitkopf & Härtel.

## Text und Musik
Der Text beruht auf traditionellen Antworten in der Lesung der Zehn Gebote aus dem Book of Common Prayer:
Lord, have mercy upon us,

and fill us with thy spirit;

O Lord, have mercy

and inscribe thy commandment in our hearts.

O Lord, hear us!
Herr, sei gnädig unserm Flehn,

und erfülle uns mit deinem Geist;

Herr, sei gnädig

und schreib in unser Herz dein Gebot.

Herr, erhör uns!
Im unterlegten deutschen Text ist die Formulierung leicht gestrafft: „Herr, sei gnädig unserm Flehn, neig unser Herz zu deinem Wort, und schreibe dein Gebot ins Herz, das dich suchet.“ Die Musik ist in einem Satz, in a-Moll und 4/4-Takt, bezeichnet Andante. Sie beginnt mit zwei langgehaltenen Akkorden, beide mit einer Fermate, dem Ruf „Lord! Lord!“. Danach beginnt der Tenor ein Thema für eine fugierte Entwicklung, im Stil von Renaissancemusik, gefolgt von Einsätzen in Alt, Sopran und Bass. Die Worte „Lord“ und „mercy“ werden durch ein Melisma intensiviert, erst eine steigende Melodie, dann eine Phrase mit einem Tritonus aufwärts. Eine langsame chromatische Linie erscheint erst im Alt, dann im Sopran und steigert das Wort „mercy“. Dann folgt der zweite Teil des Textes „and write all these thy laws in our hearts“, der einzige Abschnitt in Homophonie. Der Text wird wiederholt, doch nun mit der Thematik und Imitation des Anfangs. Nach zwei weiteren chromatischen Steigerungen, die nun das Wort „hearts“ intensivieren, endet das Werk. In einer Einführung schrieb Julian Haylock 2006: „Das Stück ist von einer ergreifenden Intensität erfüllt, die aus Mendelssohns subtiler (und geschmeidiger) kontrapunktischer Überlagerung entsteht.“
Robert Schumann benutzte Elemente des Themas im langsamen Satz seines ersten Klaviertrios in d-Moll, op. 63, das er 1848 beendete. 1856 übernahm Johannes Brahms Elemente des Themas in seiner ungedruckten Missa canonica, die er als Übung für Kontrapunktstudien bei Joseph Joachim schrieb. Er verbreiterte das Tempo und reduzierte die Noten auf den Text Agnus Dei, der die Bitte um Erbarmen enthält.

## Einspielungen
Die Motette wurde zusammen mit anderen Motetten Mendelssohns vom RIAS Kammerchor, geleitet von Marcus Creed, eingespielt. 2005 erschien sie, gesungen vom St John’s College Choir Cambridge, geleitet von David Hill. Der Chamber Choir of Europe, der alle geistlichen Chorwerke Mendelssohns aufnahm, sang sie 2006, geleitet von Nicol Matt. Der Kammerchor Stuttgart unter der Leitung von Frieder Bernius nahm das Werk auf Folge 7 seiner Gesamteinspielung von Mendelssohns geistlichen Chorwerken auf.